# Linia kolejowa nr 120
Linia kolejowa nr 120 − drugorzędna, jednotorowa, niezelektryfikowana linia kolejowa łącząca stację Hurko z bocznicą szlakową Krówniki. Odbywa się na niej ruch pociągów towarowych.
Linia umożliwia prowadzenie ruchu towarowego pociągami normalnotorowymi w kierunku Przemyśla z terminala przeładunkowego Rentrans East.